# Parafia Najświętszej Maryi Panny Królowej Polski w Niedźwiedzy
Parafia Najświętszej Maryi Panny Królowej Polski w Niedźwiedzy – parafia rzymskokatolicka, znajdująca się w diecezji tarnowskiej, w dekanacie Porąbka Uszewska.